# Ålexporten AB
Ålexporten AB i Åhus startades 1921 av Sven Wilhelm Nilsson. Företaget utvecklades till Sveriges och möjligen Europas största ålrökeri. Tillgången på ål i Östersjön började minska på 1960-talet och lönsamheten försämrades. 1980 upphörde driften.

## Historik
Sven Wilhelm Nilsson (1872-1948) arbetade i unga år som fiskare och hamnarbetare i Åhus. 1899 började han med försäljning av ål i liten skala.
1921 grundade han A-B Ålexporten tillsammans med grossisten Anders Nilsson, Malmö, och Carl Brammer, Fredriksværk i Danmark. Sven W. Nilsson ledde företaget som snabbt blev Sveriges största för uppköp, rökning och försäljning av ål.
Han övertog sedermera själv aktiemajoriteten och ombildade 1940 bolaget till ett familjeföretag tillsammans med sina fyra barn. Då hade sonen Henning Wilhelm Nilsson (1898-1980) blivit disponent ett par år tidigare. Både far och son kom att bli kända som "Ålakungen". 
Under Henning Nilssons tid fortsatte expansionen. Det första året, 1921, hade man sålt för 234 000 kr. 1945 hade det stigit till över 2 miljoner kr. Man exporterade till Danmark, Nederländerna och Tyskland och blev ett av Europas största ålrökerier. AB Ålexporten blev även leverantör till det svenska hovet. 
Som mest, runt 1960, sysselsatte företaget 25-30 personer. Sedan minskade beståndet av ål i Östersjön, fångsterna blev mindre, liksom lönsamheten. Företaget såldes 1972. 1975 övertog Sven Wilhelm Nilssons barnbarn (med samma namn som sin farfar) Ålexporten och drev firman vidare några år, men 1980 tvingades han att ge upp och företaget upphörde.

## Verksamhet
Företaget köpte upp ål från fiskare längs svenska kusten, från Östergötland och söderut, liksom från Polen och Danmark. Ålen fraktades levande i "ålakvassar" till Åhus. En ålakvass var en för ändamålet specialbyggd båt, där lastrummets skrov var genomborrat av hål för ständig tillförsel av friskt vatten. Ålexporten ägde tio ålakvassar, den största kunde lasta 30 000 kg. Man hade även en större båt, M/S Sven Wilhelm, och i ett senare skede även en tankbil för transport av ål.
I Åhus fördes ålen över i sumpar i Helgeån. Den kunde förvaras där i flera månader.
Fabriken i Åhus låg på Helgeåns norra sida. Där slemmades ålen av i stora trummor. Sedan rensades den, först för hand men i mitten av 1960-talet började man med maskinrensning. Den rensade fisken lades i saltlake över natten. På morgonen sköljdes den av i rent vatten, skållades, borstades i maskin, skrapades och träddes upp på spett. Rökningen skedde i rökugnar med alved och alspån, som mest 3,5 till 4 ton en decemberdag. 
Man importerade också lax från Kanada som man kallrökte och kunde även röka korv och fläsk. 
På området fanns också en konservfabrik för inkokt ål och rökt ål i olja.

## Ålmuseum och skröna
Henning W. Nilsson hade en samling av märkliga ålar som han visade upp i ett litet museum. Där fanns bland annat en uppstoppad jätteål, fångad på västkusten. Ålen var två meter lång och vägde 26 kg. När Ålexporten lades ner 1980 skingrades samlingen.
I sin roman Svärd och Överheten fabulerar författaren Walter Nilsson fritt kring Ålexporten och Ålakungen d.y.[källa behövs]